# Landesanstalt Teupitz

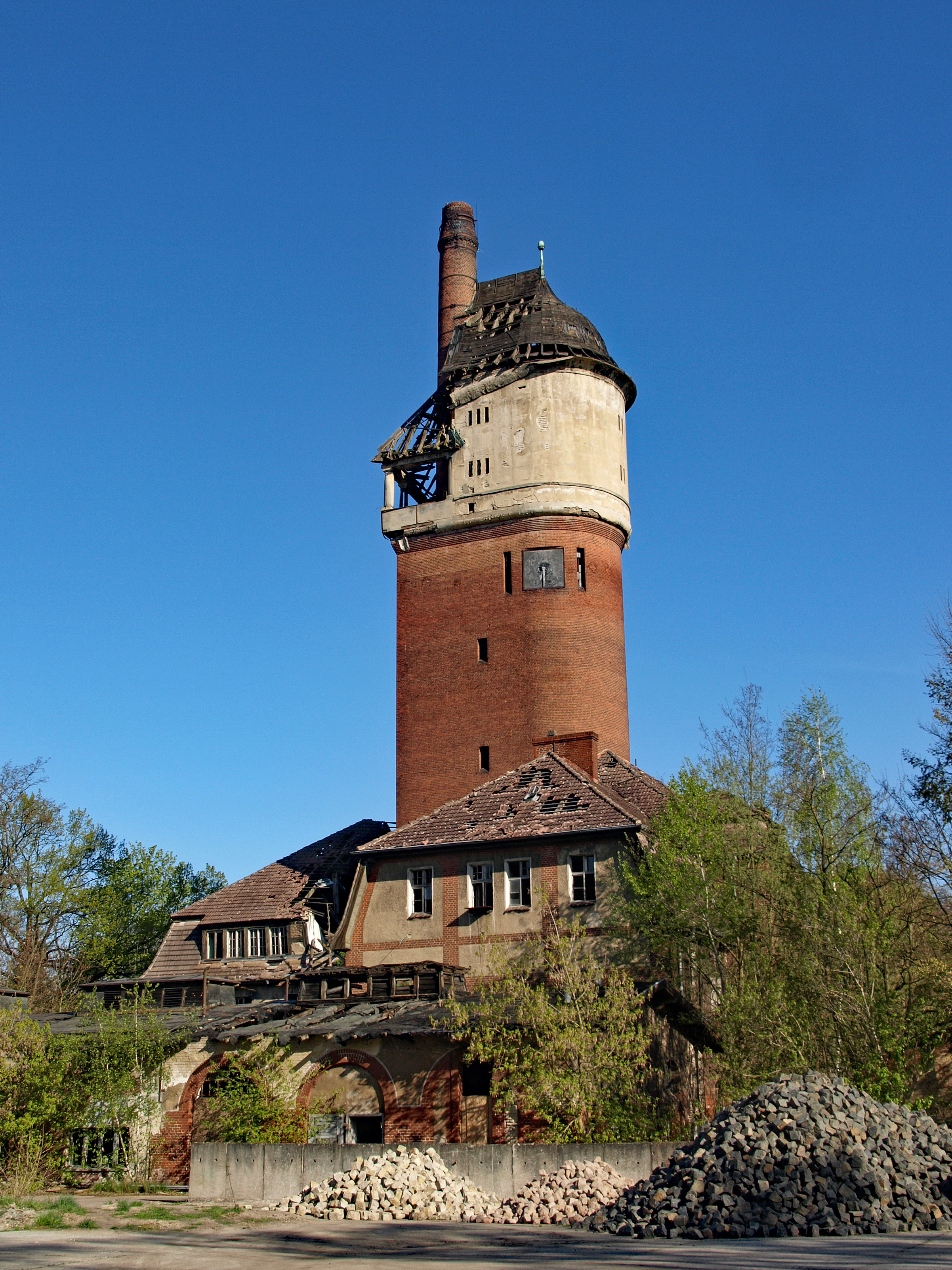
Wasserturm der ehemaligen Landesanstalt Teupitz

Die Landesanstalt Teupitz ist eine im Pavillonstil errichtete, denkmalgeschützte Anlage in Teupitz, einer Stadt im Landkreis Dahme-Spreewald in Brandenburg. Teile des Areals werden seit 2005 von den Asklepios Kliniken genutzt.

## Lage
Die Anlage befindet sich südwestlich des Stadtzentrums und dort südlich der Buchholzer Straße, die als Landstraße 74 in südwestlicher Richtung zur Bundesautobahn 13 verläuft. Sie liegt auf einer Anhöhe, dem Gesenberg – früher auch als Jesenberg bezeichnet. Dort wurde im Mittelalter Wein für die Herrscher auf Schloss Teupitz angebaut. Das Areal war aber auch Schauplatz der letzten öffentlichen Hinrichtung, die am 31. Januar 1769 stattfand.
Die offiziellen Bezeichnungen lauteten im Laufe des Bestehens der Einrichtung Landesirrenanstalt Teupitz, Provinzial Heil- und Pflegeanstalt Teupitz, Bezirksfachkrankenhaus Teupitz und Landesklinik Teupitz.
Der Eintrag in der Landesdenkmalliste lautet: „Landesirrenanstalt-Hauptanstalt, bestehend aus Verwaltungsgebäude mit Direktorenwohnhaus und zwei Ärztewohnungen, Maschinengebäude mit Werkstätten und Wasserturm, Küchengebäude mit Festsaal, Wäschereigebäude, Leichenhalle mit Anstalts- und Gemeindefriedhof, zwei Beamtenwohnhäusern, acht Krankenhäusern für Männer, acht Krankenhäusern für Frauen, Kegelbahn und allen dazugehörigen Freiflächen, dem historischen Wegesystem sowie Resten der ursprünglichen Freiflächengestaltung“.

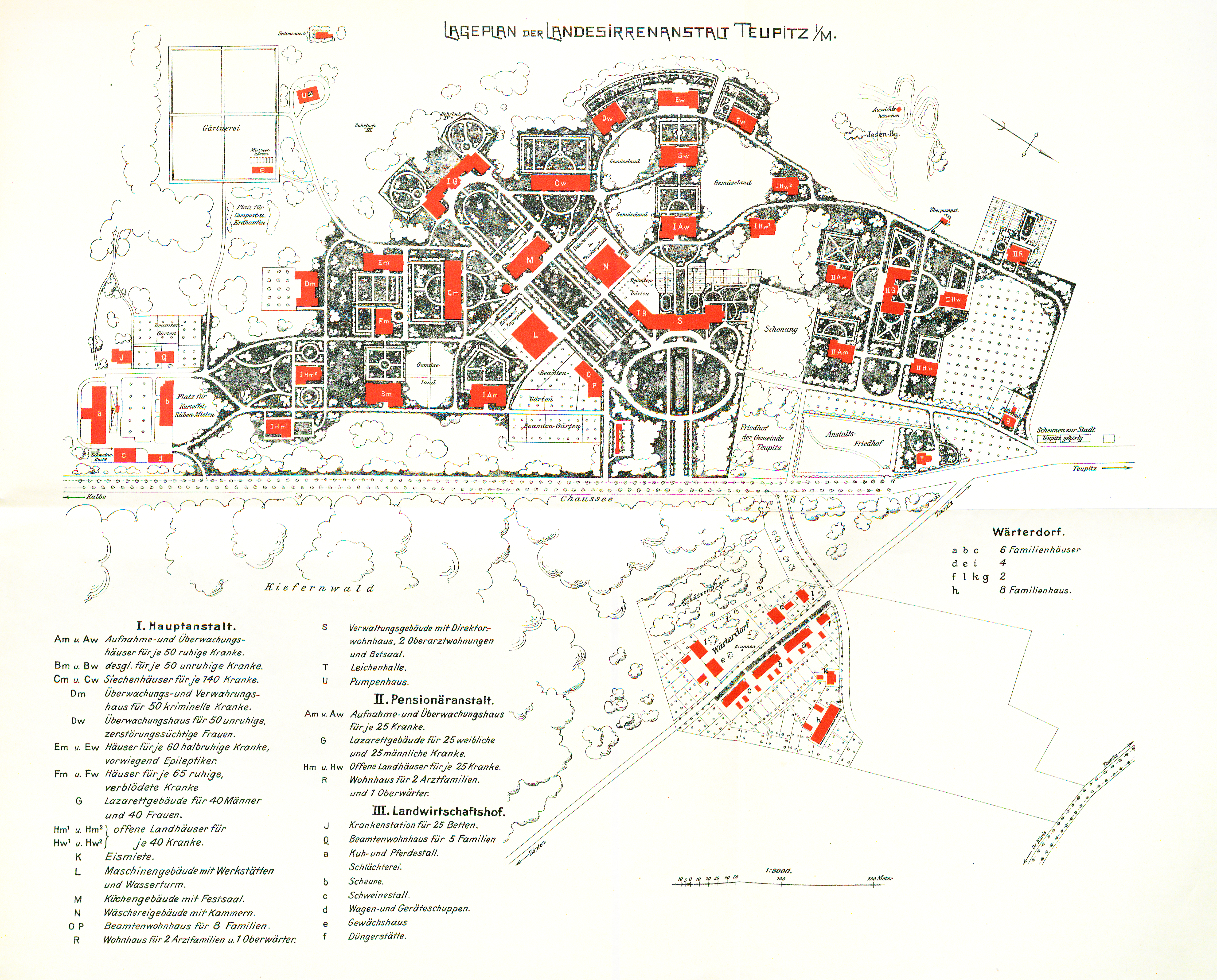
Gesamtanlage der Landesirrenanstalt zu Teupitz (Kreis Teltow), bestehend aus der Hauptanstalt, der Pensionäranstalt, dem Landwirtschaftshof und dem Wärterdorf zum Zeitpunkt der Eröffnung 1908

## Geschichte

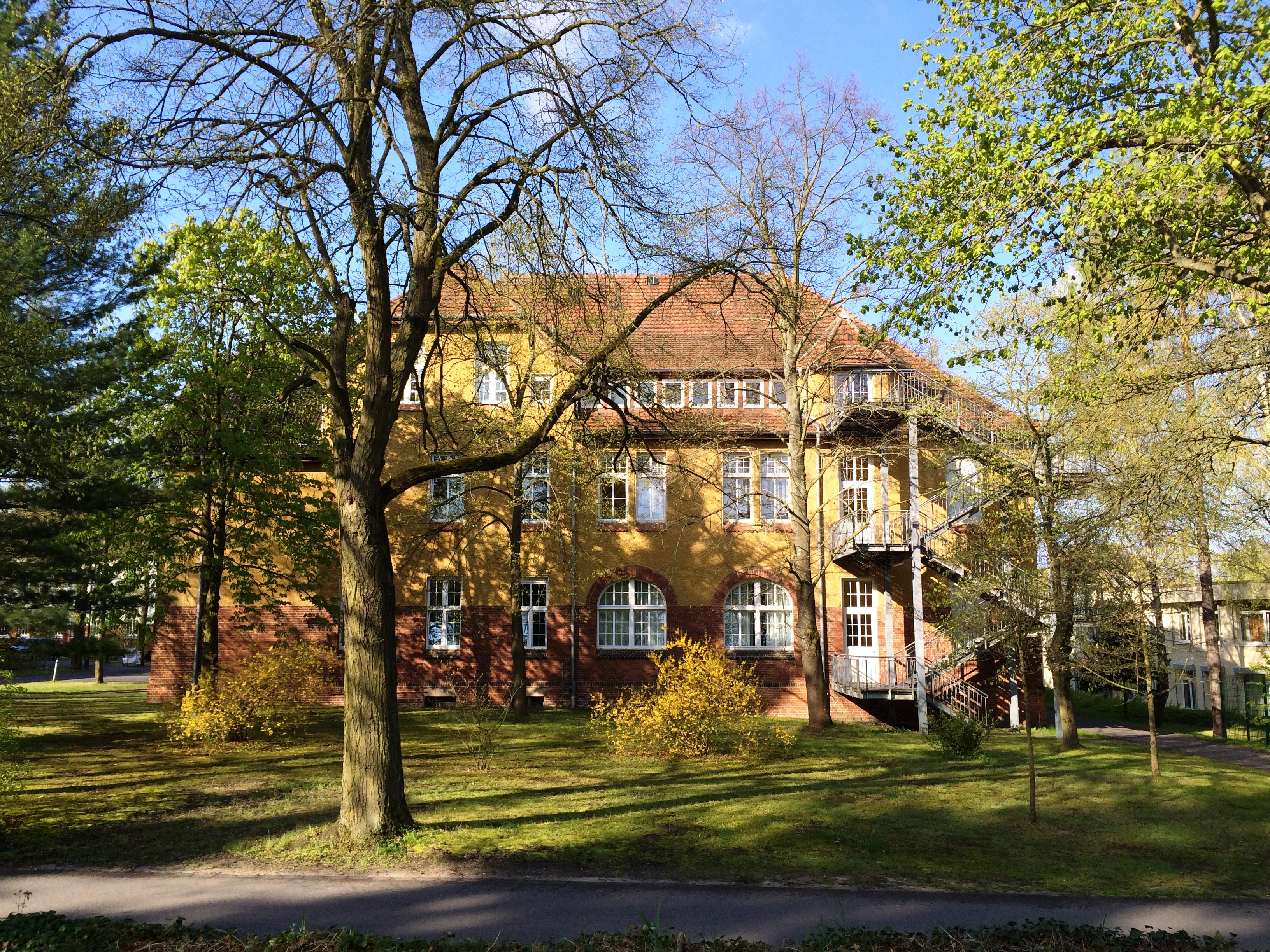
Gebäude im Pavillonstil

Anfang des 20. Jahrhunderts plante der Provinzialausschuss die Errichtung einer Landesirrenanstalt und führte eine Ausschreibung durch. Am 3. Juni 1904 erhielt Teupitz auf Grund seiner natürlichen Lage, der Bahnhöfe in Halbe und Groß Köris sowie der guten Anbindung durch die Kreischaussee (Landstraße 74) den Zuschlag. Hinzu kam der vergleichsweise günstige Bodenpreis. Ab 1904 begannen Bauarbeiter nach Entwürfen des Architekten Theodor Goecke mit der Errichtung zahlreicher Gebäude in Pavillonstil mit einer eigenen Infrastruktur.
1908 konnte die Landesirrenanstalt-Hauptanstalt unter der Leitung von Carl Berthold Knörr eröffnet werden. Die Kosten beliefen sich auf rund 6,75 Millionen Mark und beinhalteten eine für die Zeit ausgesprochen moderne Einrichtung wie beispielsweise eine eigene Stromerzeugung – die Stadt erhielt erst im Jahr 1922 einen Anschluss an das elektrische Stromnetz. Das Baumaterial für die Gebäude lieferte eine eigens für diesen Zweck errichtete Fabrik an der Ecke Bahnhofstraße / Bergstraße: Sie verarbeitete Kalkstein aus Rüdersdorf bei Berlin mit Kies und Sand, der vor Ort gefördert wurde, zu Kalksandsteinen. Mit dem Abschluss der Arbeiten musste sie jedoch Insolvenz anmelden.

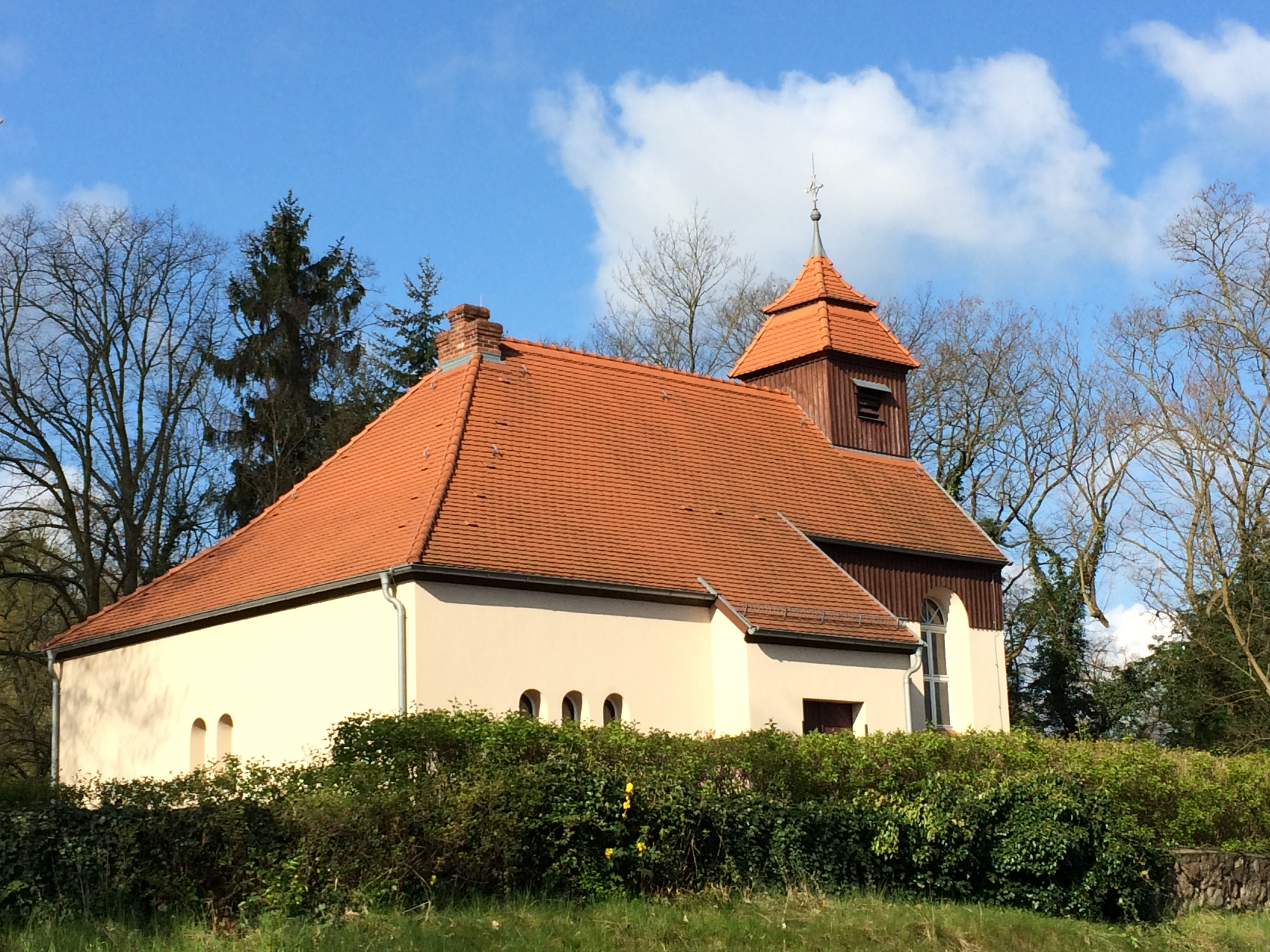
Friedhofskapelle

In der Hauptanstalt mit einem Lazarett konnten bis zu 1050 Personen behandelt werden. Hinzu kam eine Pensionärsanstalt, die weiteren 150 Menschen Platz bot. Die Versorgung erfolgte über einen eigenen Landwirtschaftshof mit freien Flächen, die mit Gärten und Wegen erschlossen wurden. Es gab eine Zentralheizung, eine Wasserver- und Abwasserentsorgung sowie ein Maschinenhaus mit Werkstätten. Auf der nördlichen Seite der Kreischaussee entstand an der Waldstraße ein Straßenzug mit zunächst 52 Wohnungen, in denen Angestellte der Klinik einzogen. 1908 erwarb die Verwaltung ein angrenzendes Grundstück, um dort 1917 eine Friedhofskapelle zu errichten.

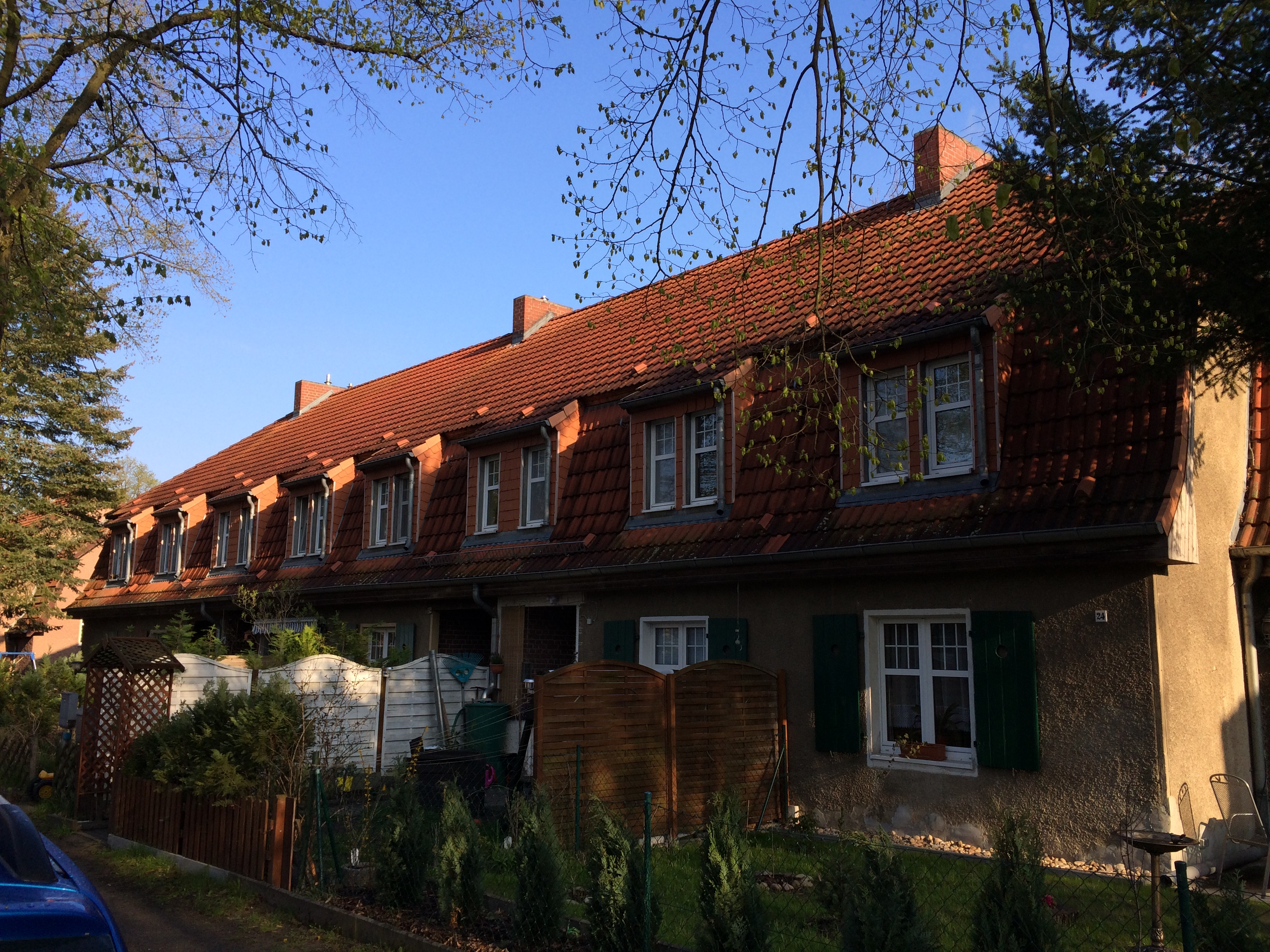
Pflegerdorf an der Waldstraße

Im Ersten Weltkrieg wurde die Klinik als Lazarett für verwundete Soldaten genutzt. Anschließend geriet sie während der Phase der Hochinflation in wirtschaftliche Schwierigkeiten, die zur vorläufigen Schließung im Jahr 1923 führten. 1924 eröffnete sie erneut und behandelte bis 1931 rund 1500 Patienten. In der Zeit des Nationalsozialismus wurden im Zuge der Krankenmorde im Nationalsozialismus 1884 Menschen mit geistigen und körperlichen Behinderungen in die Klinik transportiert, die dann in Tötungsanstalten der Aktion T 4 ermordet wurden. Die Anstalt Teupitz fungierte in dieser Zeit nacheinander als Zwischenanstalt für die beiden NS-Tötungsanstalten Brandenburg (Havel) und Bernburg. Ebenso erfolgte am 12. und 13. August 1941 ein Transport von 465 Patienten der Provinzial-Heil- und Pflegeanstalt Tapiau nach Teupitz. Von den nach Teupitz verlegten Patienten verblieben 109 in der Anstalt, von diesen starben 93 bis Kriegsende, nur 8 überlebten auch die unmittelbare Nachkriegszeit. Die übrigen ostpreußischen Patienten wurden zwischen dem 3. Februar und 27. Juli 1942 nach Altscherbitz, Pfafferode/Mühlhausen, Weilmünster, Eichberg und von dort zum Teil in die Tötungsanstalt Hadamar verlegt.
Zur Zeit des Zweiten Weltkriegs richtete die Wehrmacht ein Speziallazarett ein. Während der Kampfhandlungen im Kessel von Halbe führte ein Luftangriff zu zahlreichen Toten und Verletzten sowie Schäden an den Gebäuden. Schließlich besetzte die Rote Armee die Klinik wie auch die übrige Stadt am 27. April 1945. Der Anstaltsleiter Felix Großmann sowie der Oberarzt Kurt Hellwig wurden verhaftet; über deren weiteres Schicksal ist bislang nichts bekannt. Ab Mai richtete die Rote Armee auf dem größten Teil des Areals ein Hospital ein, das von der Gruppe der Sowjetischen Streitkräfte in Deutschland in Wünsdorf geleitet wurde. Sie teilten die Klinik in Bereiche für einfache Soldaten, reguläre Offiziere, Alkoholiker und Menschen mit einer psychischen Störung ein. Es entstanden mehrere Stationen, zum Beispiel eine Chirurgie oder eine HNO sowie öffentliche Einrichtungen, darunter ein Club, eine Bibliothek, eine Einkaufshalle und eine Waschküche. In der Hochphase der Klinik arbeiteten auf dem Gelände bis zu 500 Angestellte, die überwiegend aus der Sowjetunion kamen. Einige von ihnen bauten Kontakte zum Anglerverein und zum Jagdclub auf. Zu den Kommandanten zählen Wassili Dschobawa (um 1965) sowie Gregori Belan (um 1975).
Der kleinere Teil des Geländes diente ab 1949/1950 zum Aufbau einer Nervenklinik nach den Vorgaben des Ministeriums für Gesundheitswesen der DDR. Da die sowjetischen Truppen die Verwaltungsgebäude beanspruchten, bauten Handwerker 1950 eine eigene Küche und Wäscherei auf. Ein Jahr später konnte die Verwaltung ein leer stehendes Gebäude aus dem sowjetischen Hospital übernehmen und dort Plätze für weitere 100 Patienten einrichten. Unter der Leitung des Verwaltungsdirektors Hans Sußmann bauten Handwerker im Jahr 1953 das Gasthaus zum Kulturhaus um und richteten ein Jahr später einen eigenen Betriebskindergarten ein. 1965 eröffnete eine neurologische Abteilung, 1978 eine Röntgenabteilung. Ab 1976 konzentrierte sich die Leitung des Hauses auf die Behandlung von Alkoholikern – so wurde beispielsweise 1985 die Station für suchtkranke Frauen ausgebaut. Ein Jahr später wurde zur Verbesserung der Behandlungsqualität die Anzahl der Betten im Bereich der Neuropsychiatrie von 580 auf 540 reduziert. Sußmann, inzwischen pensioniert, recherchierte zu den Verwicklungen der Klinik im Zuge der T4-Verbrechen und veröffentlichte erste Ergebnisse im Jahr 1974, die 1987 durch Recherchen des ärztlichen Direktors Dieter Häußler ergänzt wurden.
Nach der Wende firmierte die Klinik als Landesklinik Teupitz. Der Chefarzt Jürgen Faiss führte eine Umstrukturierung durch, die 1992 eine Reduzierung des Bereichs für Menschen mit Behinderung sowie in der Abteilung für sozialpsychiatrische Rehabilitation vorsah. 1997 kam im Gegenzug ein Neubau an der Klinik für Psychiatrie und Psychotherapie hinzu; ein Jahr später eine Tagesklinik. Am 10. Mai 2000 wurde im Park der Klinik ein Gedenkstein eingeweiht, der an die 1884 Opfer der Euthanasie-Verbrechen erinnert. 2005 konnte die Klinik die Zertifizierung nach KTQ erlangen. Im gleichen Jahr wurde die Klinik privatisiert und in den Konzernverbund der Asklepios Kliniken eingegliedert. Ein 16 Hektar großer Teil des Areals steht jedoch zum Verkauf und verfällt zusehends. Die BBG schrieb das Areal im Jahr 2017 aus und vergab es zwei Jahre später an einen Investor. Dieser plant, 18 Bestandsgebäude und den Park zu restaurieren. Der überwiegende Teil soll für Wohnzwecke dienen; für vier Gebäude ist eine gewerbliche oder soziale Nutzung geplant. Denkbar wäre beispielsweise ein Seniorenheim, eine Pflegeeinrichtung, Ärzte, Büros oder eine Kita. Der Bestand soll um zwölf neue Wohngebäude ergänzt werden. Die Pläne sehen 450 Wohneinheiten mit 16.000 Quadratmeter im Bestand und im Neubau sowie 7000 Quadratmeter für die gewerbliche Nutzung vor. Der Investor hofft, dass das Verfahren zur Erstellung eines Bebauungsplans bis Ende 2023 abgeschlossen werden kann. Die Erschließung und Sanierung wäre dann für 2024/2025 vorgesehen, so dass 2025 die ersten Bewohner einziehen könnten. Die Bevölkerungszahl der Stadt Teupitz würde sich damit um mehr als die Hälfte erhöhen.